# Karl Schraub
Karl Schraub (* 27. Februar 1847 in Kassel; † 28. Oktober 1917 ebenda) war ein deutscher Richter.

## Leben
Schraub begann an der Philipps-Universität Marburg Rechtswissenschaft zu studieren. 1865 wurde er Mitglied des Corps Teutonia Marburg, das ihn am 23. Januar 1866 recipierte. Im selben Jahr wechselte er an die Universität Leipzig. Dort schloss er sich auch dem Corps Lusatia Leipzig an. Nachdem er 1874 die Assessorprüfung bestanden hatte, wurde er Kreisrichter in Lüdinghausen (1876), Amtsrichter in Witten (1879) und Landrichter in  Altona (1883). 1889 kam er als Landgerichtsrat an das Landgericht Köln. 1890 wurde er als Oberlandesgerichtsrat an das Hanseatische Oberlandesgericht berufen. Von 1900 bis 1913 war er Reichsgerichtsrat am Reichsgericht in Leipzig. Schraub gehörte von 1901 bis 1912 dem Altherrenvorstand der Lusatia an. Er starb drei Jahre nach der Pensionierung im Alter von 70 Jahren.

## Ehrungen
- Roter Adlerorden III. Klasse mit der Schleife (1910)[4]
- Königlicher Kronen-Orden (Preußen) II. Klasse (1912)[4]